# Västervik

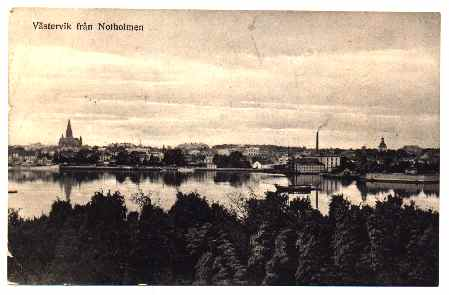
Västervik cap a 1900

Västervik és una ciutat de Suècia i seu de la Municipalitat de Västervik, Comtat de Kalmar. El 2010 tenia 21.140 habitants. Västervik es troba a la província de Småland. Té un port i una indústria importants.

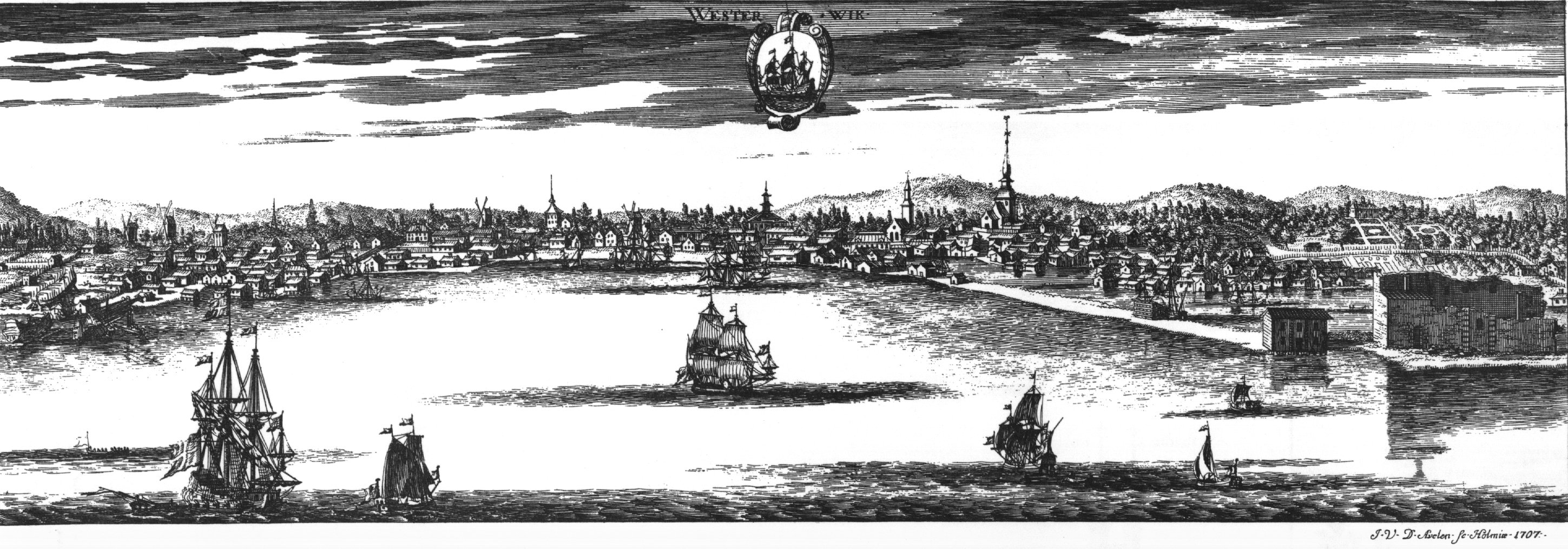
Västervik a Suecia Antiqua et Hodierna

Västervik té un tipus de clima semicontinental dins del clima oceànic. La seva temperatura mitjana anual és de 7,5 °C amb gener amb -,3 °C i juliol 17,8 °C. La pluviometria mitjana anual és de 560 litres.